# Blackchords
I Blackchords sono un gruppo musicale australiano di Melbourne. La band è formata da Nick Milwright (voce, chitarra e tastiere), Damian Cazaly (chitarrista), Sarah Galdes (batterista) and Tristan Courtney (basso).

## Storia
I Blackchords si sono formati come band indie/rock all'inizio del 2005  con il frontman Nick Milwright e il chitarrista Damian Cazaly. La carriera musicale di Milwright comincia nel periodo della scuola superiore ad Eltham, dove impara a suonare la chitarra classica. Dopo aver concluso il percorso scolastico, all'età di 17 anni Milwright lascia la musica per seguire la carriera militare, ma ben presto comprende che il servizio militare non è nelle sue corde, per questo Milwright cambia completamente il suo percorso di vita, decidendo di provare la carriera di danzatore. Accettato al Victorian College of the Arts,e con una promettente carriera nella danza, Milwright ha un incidente in cui si strappa i legamenti del ginocchio. A 20 anni Milwright decide di trascorrere un periodo di otto mesi a Londra. Di notte, si ritrova nell soffitta dell'appartamento che condivide con un amico con la sua chitarra acustica e comincia a scrivere canzoni - questo è l'inizio del suo percorso di cantautore. Ritorna a Melbourne e capisce che la musica è la sua vita. Negli ultimi mesi del 2004 incontra il chitarrista Damian Cazaly e dopo appena un mese i Blackchords si formano come band.

### Album di debutto
Il loro album di debutto, chiamato appunto Blackchords, è stato prodotto dall'ex chitarrista di Blindside & The Earthmen, Nick Batterham ed è stato pubblicato dall'etichetta discografica Dust Devil Music il 24 aprile del 2009. L'album ha avuto una grande risonanza sia in Australia che nel Regno Unito dalle riviste di settore quali i Rolling Stone Magazine, Clash Magazine, CMU Daily e l'australiano Reverb che ha descritto l'album come "uno dei migliori album di debutto australiani". Il primo singolo At World's End è stato nominato come traccia del giorno da QTheMusic.com, è stato scelto inoltre come Record of The Day nel Regno Unito e canzone della settimana da Alex Baker su Kerrang Radio. Proprio nel Regno Unito, presso Kerrang Radio sono invitati per registrare una sessione acustica e un'intervista. Il video è stato anche incluso nella MNE TV e nella playlist di MTV, sempre in UK.

## Discografia

### Album
- Blackchords – 2009, pubblicato in Australia e Regno Unito
- A Thin Line – 2013, Australia (ABC Music)

### Singoli
- Broken Bones - 2008
- At Worlds End – 2009
- Pretty Little Thing – 2010
- As Night Falls – 2010 (dal film Blame)
- Dance, Dance, Dance – 26 May 2012
- Oh No – February 2013